# Marie Blanc

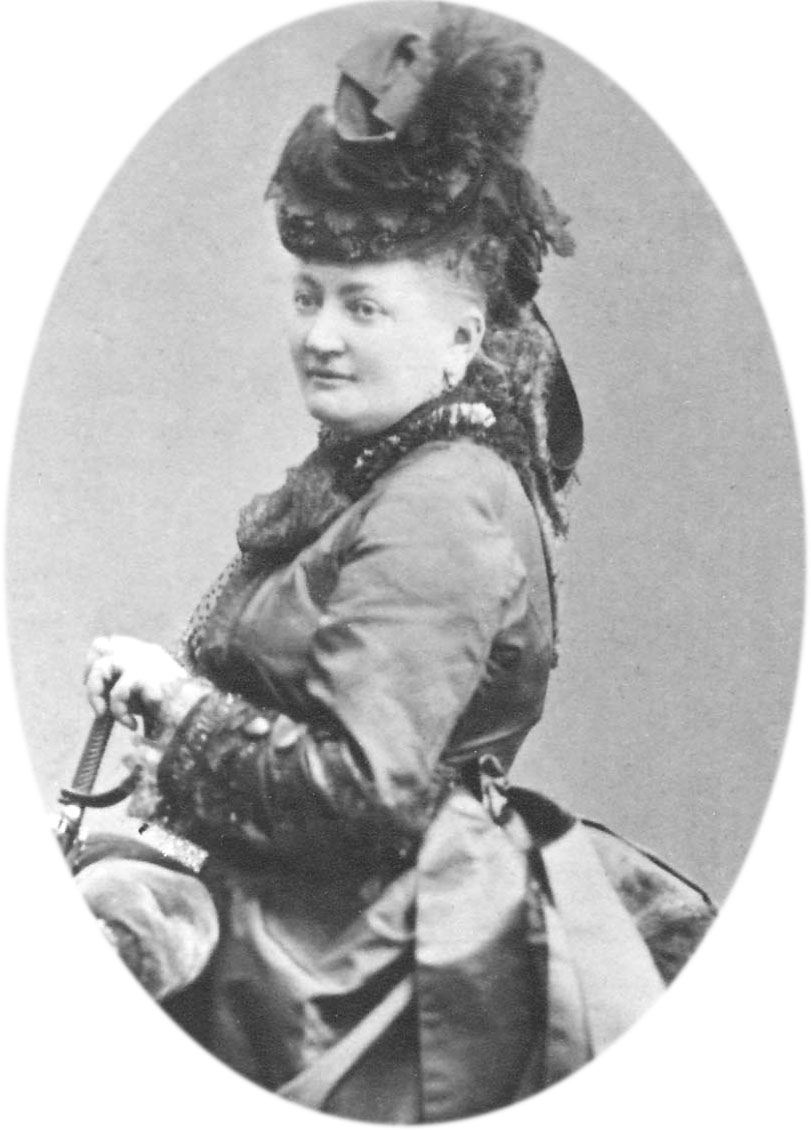
Marie Blanc.

Marie Blanc, född 23 september 1833 i Friedrichsdorf, död 25 juli 1881 i Moûtiers, var en tyskfödd affärsidkare och societetsdam, hustru till  kasionentreprenören François Blanc. Hon var ägare och direktör för kasinot i Monte Carlo i Monaco efter sin make 1877–1881.